# Stazione di Monfalcone
La stazione di Monfalcone è una stazione ferroviaria nodale di superficie ed è una tra le più importanti stazioni ferroviarie del Friuli-Venezia Giulia. Dalla stazione avviene la diramazione di due linee ferroviarie: la ferrovia Venezia-Trieste e la ferrovia Udine-Trieste.

## Storia
La stazione venne inaugurata il 1º ottobre 1860 quando venne aperto il tratto ferroviario che la collegava con la stazione di Trieste da un lato e con la stazione di Gorizia dall'altro lato. Solo l'11 giugno 1894, la stazione venne collegata con quella di Cervignano, completando così il tratto ferroviario che proveniva da Venezia via Portogruaro.

## Strutture e impianti
La stazione, gestita da RFI, dispone di 3 binari dotati di marciapiede per il servizio viaggiatori, e di numerosi binari di scalo. Dallo scalo origina il raccordo per il porto di Monfalcone.

## Movimento
La stazione è servita da treni regionali e regionali veloci operati da Trenitalia nell'ambito del contratto di servizio stipulato con la Regione Friuli-Venezia Giulia. La frequenza è di un treno ogni 15 minuti circa da e per Trieste, un treno ogni 20 minuti per Udine e un treno ogni 30 minuti per Gorizia. La stazione è collegata a Venezia da regionali veloci via Portogruaro (ogni 30 minuti fino a Cervignano-Portogruaro) e via Udine-Treviso.
La stazione è servita inoltre da treni InterCity, InterCity Notte, Frecciarossa, Italo e treni internazionali per la Slovenia e l'Austria.

## Servizi
La stazione dispone dei seguenti servizi:
- Biglietteria a sportello
- Biglietteria automatica
- Sala d'attesa
- Servizi igienici
- Posto di Polizia ferroviaria
- Bar
- Ascensore

## Interscambi
All'esterno della stazione si effettuano interscambi con le autolinee urbane della TPL FVG per il centro, rione via Romana e la zona industriale Lisert di Monfalcone.
- Fermata autobus
- Stazione taxi